# لیتاس لیتوانیایی
لیتاس لیتوانیایی (به انگلیسی: Lithuanian litas) (به زبان بومی: Lietuvos litas) با کد ایزوی LTL، یکای پول رایج در کشور لیتوانی است. مسئولیت کنترل این واحد پولی برعهدهٔ بانک لیتوانی قرار دارد.